# Schloss Kleßheim

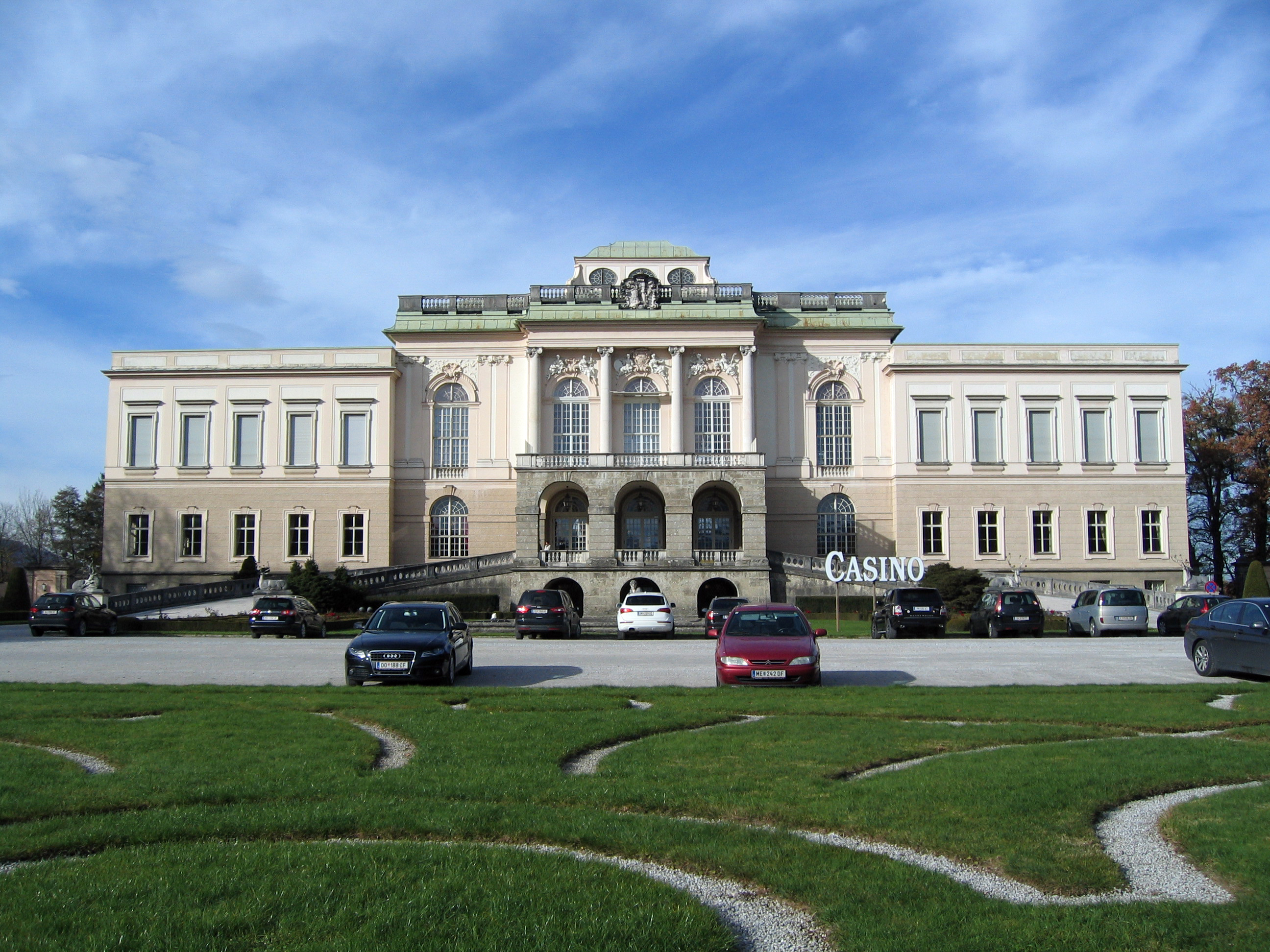
Schloss Kleßheim (Herbst 2012)

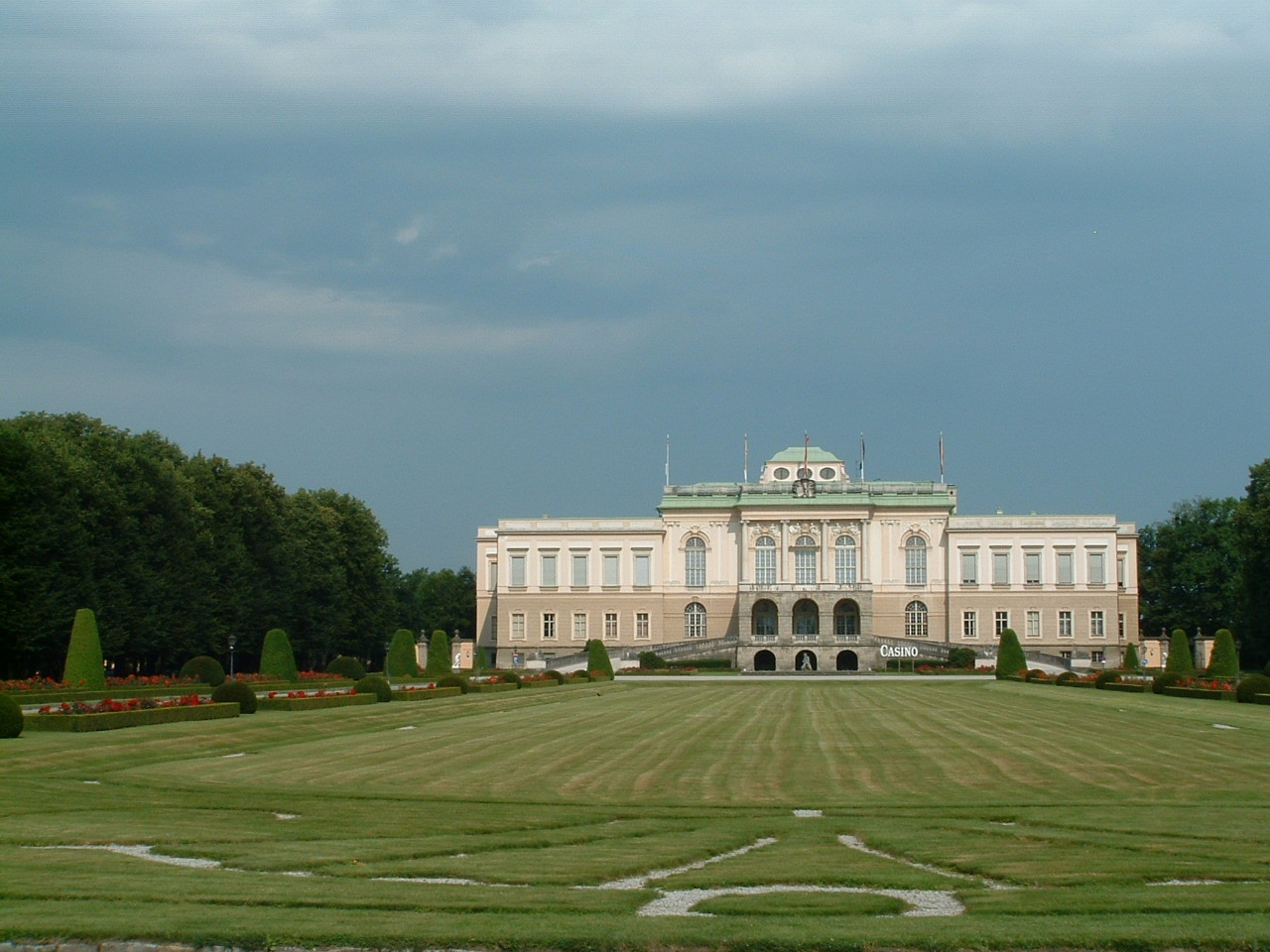
Schloss Kleßheim

Das Schloss Kleßheim liegt vier Kilometer westlich des Stadtzentrums der Landeshauptstadt Salzburg auf dem Gebiet der angrenzenden Gemeinde Wals-Siezenheim (Ortschaft Kleßheim). Umgeben wird es von einem großen Schlosspark und dem Mühlbach. Ebenfalls im historischen Park des Lustschlosses befindet sich ein Golfplatz. Unterhalb der Terrassenkante hinter dem Schloss befinden sich die Tourismusschulen Salzburg.
Die Gesamtanlage Schloss Kleßheim samt Parkanlage steht unter Denkmalschutz und gehört auch zum Landschaftsschutzgebiet Siezenheimer-Au und dem geschützten Grüngürtel Salzburgs.

## Geschichte
Schloss Kleßheim liegt im Bereich der historischen Via Julia von Günzburg nach Salzburg. Diese Dammstraße führte durch Kleßheimer Gebiet und setzte sich in direkter Verlängerung der Kleßheimer Allee über die Saalach und der heutigen Bundesstraße 304 fort.
Ursprünglich befand sich hier mit dem Kleshof ein kleiner Adelssitz, der im Jahr 1690 von Fürsterzbischof Johann Ernst Graf Thun-Hohenstein erworben wurde. In dessen Auftrag wurde um 1700 nach Plänen von Fischer von Erlach mit dem Bau des damals Lustschloss Favorita genannten Gebäudes begonnen. Beim Tod des Erzbischofs im Jahr 1709 war der Bau bereits weit vorangeschritten; er wurde aber von seinem Nachfolger, Erzbischof Franz Anton von Harrach, vorerst eingestellt, da dieser sich vorrangig dem Ausbau des Schlosses Mirabell widmete. Erst Erzbischof Leopold Anton von Firmian, der Erbauer des Schlosses Leopoldskron, ließ das Schloss Kleßheim mit vielen Abstrichen gegenüber dem ursprünglichen Plan vollenden.

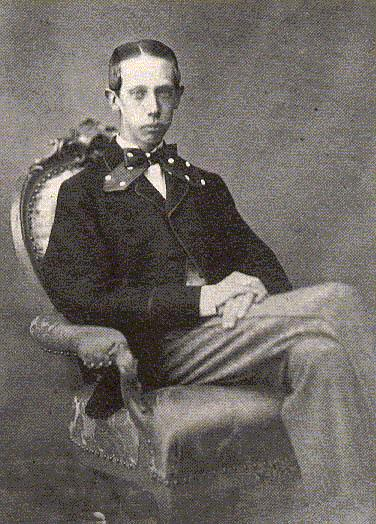
Erzherzog Ludwig Victor hatte das Schloss von seinem Bruder Kaiser Franz Joseph als Salzburger Residenz zugewiesen bekommen

Während der Zeit der österreichisch-ungarischen Monarchie befand sich das Schloss ab 1866 im Besitz von Erzherzog Ludwig Viktor, der durch den Architekten Heinrich von Ferstel das Kavalierhaus als Winterschloss errichten ließ.
Anfang der 1920er-Jahre leitete Thomas Watson MacCallum ein Kinderheim in Kleßheim.
Zwischen 1925 und 1935 betrieb Elizabeth Duncan, die Schwester Isadora Duncans, in Schloss Kleßheim die Elizabeth-Duncan-Schule, die 1928 auch von Lucia Joyce, der Tochter von James Joyce, besucht wurde, weshalb Joyce mit seiner Lebensgefährtin Nora Barnacle 1928 die gesamte Festspielzeit in Salzburg verbrachte.

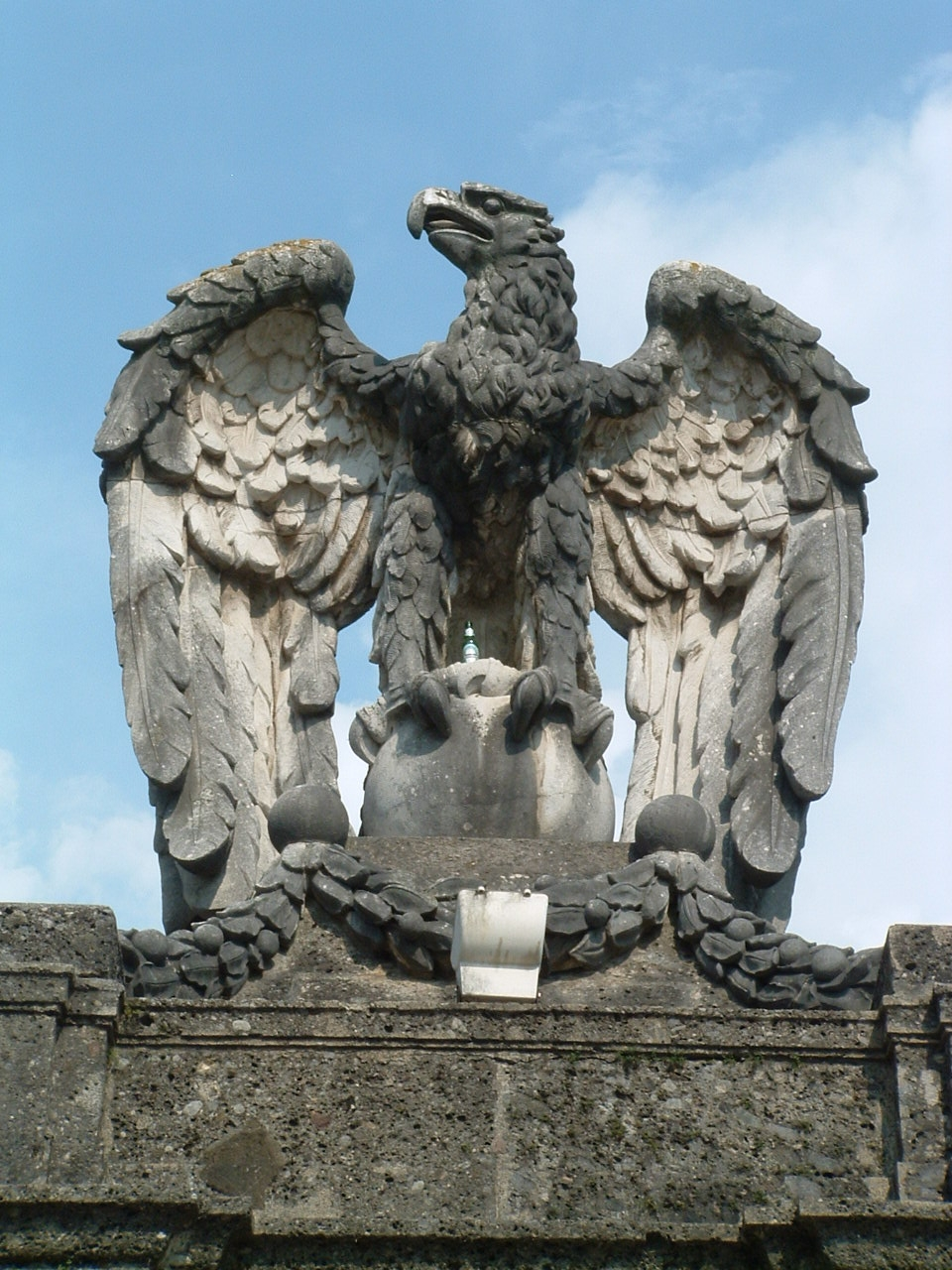
Adler von Jakob Adlhart, Einfahrt

Adolf Hitler nutzte das Schloss ab 1938 für Staatsempfänge und Arbeitstreffen, wenn er auf seinem Privatanwesen, dem Berghof auf dem Obersalzberg, weilte. Dafür wurde das umzäunte Gelände mit Eingangsportalen im Stil der 30er-Jahre versehen. Hitler empfing hier Benito Mussolini, Miklós Horthy, Ion Antonescu und andere. Ein dort geplantes Attentat durch General Hellmuth Stieff kam nicht zustande. Schloss Kleßheim war Schauplatz von Waffenschauen und Paraden. Bei Kriegsende strandete hier die Präsidialverwaltung auf dem Weg in die Alpenfestung. 1945 war Schloss Kleßheim Schauplatz der Siegesfeiern der Alliierten, dann Sitz der amerikanischen Militärverwaltung.
Heute ist Schloss Kleßheim im Besitz des Landes Salzburg. Das Land Salzburg nutzte das Schloss lange Zeit als Gästehaus für Staatsbesucher. Seit 1993 ist im Schloss Kleßheim das vom Mönchsberg abgesiedelte Casino untergebracht.
Das Schloss diente auch als Kulisse für den Film Das große Rennen rund um die Welt mit den Schauspielern Jack Lemmon, Tony Curtis und Peter Falk.

## Architektur
Das für Fürsterzbischof Graf Johann Ernst Thun-Hohenstein ab 1700 errichtete Schloss Kleßheim steht im Schaffen Fischers am Beginn eines umwälzenden Stilwandels, dessen Aussehen sich heute aber nur noch auf dem Stich der Historischen Architektur erschließen lässt. Denn das Bauwerk wurde bereits ab dem folgenden Fürsterzbischof Graf Leopold Anton Firmian bis in die nationalsozialistische Ära beträchtlich verändert. Dem zweigeschoßigen Zentrum des Gebäudes ist eine Freitreppe vorgelagert, über die man die drei arkadenähnlichen Portalöffnungen erreicht. Der Festsaal sollte lichtdurchflutet werden. Links und rechts des loggiaartigen Risalits schließen fünfachsige Flügel an. Fischer betonte zwischen Sockel und Oberzone mittels durchlaufender Nutung die horizontale Schichtung des Mauerwerks und verzichtet weitgehend auf die vertikalte Note.
Die Terrasse des Portals in der Mitte des Haupttrakts wurde 1723 angebaut.
Die Hauptfront des Gebäudes schaut nach Osten. Der fünfachsige rechteckige Mittelbau wird von leicht vorspringenden Seitenflügeln flankiert, westseitig wurden Eckrisalite angefügt. Die mittleren drei Achsen des Mittelbaus sind vorgezogen, im Erdgeschoß befindet sich eine zweiarmige Auffahrtsrampe. Am Beginn der Auffahrt befindet sich auf jedem Außensockel ein liegender Hirsch, dessen Geweih goldene Sterne trägt, eine Anspielung auf das Wappen des Erzbischofs Firmian, ausgeführt vom Bildhauer Josef Anton Pfaffinger 1732. Der Terrassenvorbau als Piano nobile ruht auf mächtigen Pfeilern und ist mit ionischen Säulen bzw. Doppelpilastern gegliedert. Über den Terrassentüren befinden sich Genien, die mittlere mit Stuckwappen Erzbischof Leopold Anton Firmian. Auf der Attika befindet sich ein Marmorwappen Salzburg/Thun/Harrach vom Bildhauer Bernhard Michael Mandl 1707 sowie eine rechteckige Laterne mit drei Ovalfenstern.

## Gartenanlage

Kavalierhaus Kleßheim

Die angrenzende zweiarmige Rampe führt in weitem Bogen zum barocken zentralen Ziergarten, den Erzbischof Hieronymus Franz Josef von Colloredo in einen Englischen Landschaftsgarten umgestalten ließ.
Die zum Schloss gehörende Gartenanlage, die mit einer hohen Schlossmauer und 11 Wächterhäuschen (Schusshäuschen oder Sommerhäuschen) versehen ist, bestand wohl von Anfang an, sicher aber seit der Zeit Erzbischof Firmians aus drei jeweils durch Mauern voneinander getrennten Teilen: dem zentralen Ziergarten mit dem Schloss im Mittelpunkt, dem Meierhofgarten (Wirtschaftsgarten) mit dem Meierhof im Süden und dem großen Fasangarten (Jagdgarten) mit dem von Johann Bernhard Fischer von Erlach erbauten Schlösschen Belvedere (nach den zur Zeit Erzherzog Ludwig Victors dort wohnenden Grafen Hoyos-Stöckl genannt) im Norden. Das im Gartenkonzept am Eingangstor zum Ziergarten stehende Wächterhäuschen mit seinem markanten Uhrturm stammt aus der Zeit Erzbischof Firmians. Hier wurde 1732 ein schmiedeeisernes Turmuhrwerk von Joseph Christoph Schmidt als Schlag- und Zeiguhr errichtet. Durch Johann Bentele sen. wurde 1794 ein Umbau auf den Hakengang vorgenommen, was die Ganggenauigkeit erhöhte. Unter dem südseitigen der vier Zifferblätter war ursprünglich auch eine Sonnenuhr angebracht. Der barocke Ziergarten war einst mit vielen ornamentalen Wasserbecken samt allegorischen Figuren und Springbrunnen versehen. Hier fanden sich neben blumengeschmückten Zierbeeten auch Boskette und Irrgärten. Teile dieses feingliedrigen Barockgartens wurden unter Erzbischof Colloredo zu im englischen Geschmack gestalteten Gartenfeldern umgewandelt. In der Zeit des Nationalsozialismus wurde dieser inzwischen verwilderte englische Garten unter Verwendung alter Vorgaben in Teilen wieder als Barockanlage revitalisiert. Nach 1955 wurde er größtenteils in einen Golfplatz (Golf & Country Club Salzburg) umgestaltet.
Der Meierhofgarten mit angeschlossenem großen Obstgarten diente wesentlich auch der Pflege und Verbreitung wenig bekannter Gemüsesorten und Früchte und erlangte 1817 bei der ersten gezielten Salzburger Auspflanzung von Saatkartoffeln (unter genauer Anleitung des Kleßheimer Hofgärtners) auf Pongauer Bauernäckern Bedeutung. Der Meierhofgarten und der ursprünglich barocke Ziergarten sind samt Schloss und Meierhof zur Johannsspitalkirche in Mülln hin ausgerichtet, die Johann Ernst von Thun gestiftet hat und 1699–1703 nach Plänen von Johann Bernhard Fischer von Erlach erbauen ließ. Heute befinden sich in diesem einstigen Garten das Kavalierhaus sowie Teile der Landwirtschaftsschule Kleßheim.
Der große Fasangarten besaß noch bis Mitte des 20. Jahrhunderts:
- eine Haupt-Wegachse vom Hoyos-Stöckl über das später vermauerte Lieferinger Tor nach der Pfarrkirche Mülln und dem Kapuzinerkloster, aber auch
- eine dominante alleebepflanzte Nord-Süd-Wegachse vom gleichen Tor zum nördlichen Rott-Tor sowie
- Quer-Wegachsen, die auf die Wallfahrtskirche von Maria Plain (dominant am Plainberg gelegen) ausgerichtet sind bzw. waren.

Im Zentrum des barocken Jagdgartens (der aus segmentierten Waldflächen bestand, in die Wildäcker eingelagert waren) befand sich ein großer Springbrunnen. Dieser barocke Jagdgarten wurde, obwohl im Eigentum des Landes Salzburg stehend, nach dem Zweiten Weltkrieg immer mehr zum Golfplatz umfunktioniert und nach und nach gemäß spieltechnischen Erfordernissen und mit wenig Rücksicht auf das historische Erbe umgestaltet. Die geschlossene Parkanlage mit ihren geradlinigen barocken Wegachsen wurde so zwangsläufig beeinträchtigt. Der weitaus größte Teil des historischen Schlossparkes mit dem Hoyos-Stöckl von Johann Bernhard Fischer von Erlach steht damit der Allgemeinheit nicht mehr als Erholungsraum zur Verfügung.
Seit 1976 ist die ganze Anlage Landschaftsschutzgebiet (LSG 00050),
sie steht auch als Bau- und Gartendenkmal unter Denkmalschutz. Zusätzlich ist die Kleßheimer Allee, die historische Sichtachse, vom Schloss bis zur Autobahn als Geschützter Landschaftsteil (GLT 00123) ausgewiesen.
Heute gehört dieser Raum auch zum Geschützten Grüngürtel nach Raumentwicklungskonzept für den Salzburger Ballungsraum (REK).